# محمودآباد (ایلام)
محمودآباد، روستایی در دهستان محمودآباد بخش سیوان شهرستان ایلام در استان ایلام ایران است. این روستا، مرکز دهستان محمودآباد است.

## جمعیت
بر پایه سرشماری عمومی نفوس و مسکن در سال ۱۳۹۵، جمعیت این روستا برابر با ۷۸۹ نفر (۲۱۷ خانوار) بوده‌است.